# Lavotchkin La-15
O Lavochkin La-15 (Código de produto da Fábrica de Sokol Izdeliye 52, Designação USAF Type 21, Designação OTAN Fantail), foi um caça a jato soviético e contemporâneo do Mikoyan-Gurevich MiG-15.

## Projeto e desenvolvimento
A Lavotchkin produziu uma linha de caças a hélice na Segunda Guerra Mundial. O Lavotchkin La-150 foi a primeira resposta a um pedido de 1945 para construir um caça com assento único usando um único motor turbojato alemão Junkers Jumo 004, utilizado no Messerschmitt Me 262. O Lavotchkin La-152, que voou em dezembro de 1946, moveu o motor para a parte dianteira do nariz, o que acabou reduzindo a perda de empuxo. O Lavotchkin La-160 foi o primeiro caça soviético a aplicar asa em flecha, voando pela primeira vez em junho de 1947.
O Lavotchkin La-168 voou pela primeira vez em 22 de abril de 1948. Foi projetado para utilizar o novo turbojato baseado no Rolls-Royce Nene em resposta a um pedido de 1946 de um caça avançado com asa em flecha capaz de voar com desempenho transônico. O motor foi colocado atrás do piloto, mas com uma asa alta e cauda em T, comparado ao similar MiG-15. 
O La-15, que atingiu a etapa de produção em série, foi o resultado de uma série de desenvolvimentos que iniciou com o bombardeiro OKB-1 150 em 1945 e culminou no La-176, posteriormente em 1948. Estas aeronaves foram projetadas para usar os motores britânicos Rolls-Royce Derwent V e Rolls-Royce Nene, adquiridos pelos soviéticos em 1947 e então copiados como Klimov RD-500 e Klimov RD-45 respectivamente. A Aeronave 174 utilizando um motor Derwent foi projetado como backup para o programa principal, a Aeronave 168 com um motor Nene, caso os britânicos falhassem em entregar motores Nene mais potentes com pós-combustão (que de fato falharam de entregar). O primeiro protótipo da Aeronave 174 voou apenas 9 dias depois de sua contraparte, o Mikoyan-Gurevich I-310, em 8 de janeiro de 1948. O primeiro protótipo, entretanto, foi perdido em 11 de maio de 1948 devido à vibrações. Os testes continuaram com um segundo protótipo, melhorado, designado Aeronave 174D, que passou por testes de aceitação do estado de agosto a 25 de setembro de 1948. Em comparação com o MiG-15 motorizado com um Nene, que tinha quae a mesma velocidade máxima e melhor manobrabilidade, com razão de subida pouco menor. O modelo foi solicitado para ser produzido em setembro de 1948, mesmo enquanto o 174D ainda passava por testes em voo, recebendo a designação oficial La-15 em abril de 1949.
O La-15 tinha uma fuselagem estilo barril, com asa em flecha montada alta, com 6° de angulação, e estabilizadores montados alto na cauda, quase como uma cauda em T. Foi popular entre os pilotos devido sua fácil manobrabilidade e confiabilidade, e sua cabine pressurizada era uma vantagem em alta altitude. Ainda assim, o entusiasmo oficial pelo La-15 era mediano, principalmente por seu complexo projeto que requeriam ferrramentas caras e complicadas. Apenas 235 La-15 foram construídos, servindo na Força Aérea Soviética até 1953.

## Histórico operacional

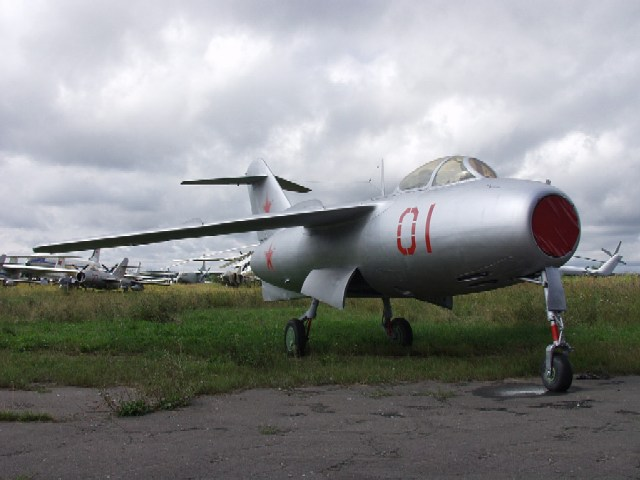
La-15

O La-15 foi testado operacionalmente pela 192ª Ala de Caça, baseada em Kubinka a partir de de 19 de março a 1949, começando a aparecer em unidades de combate de linha de frente mais tarde neste mesmo ano. A introdução foi acompanhada de inúmeros acidentes, mas seu competidor MiG-15 se desempenhou um pouco melhor. Entretanto, apesar do La-15 ter um grande número de vantagens técnicas sobre o MiG-15, uma combinação de fácil fabricação e custos operacionais menores, levou o MiG-15 a ser favorecido. As autoridades soviéticas decidiram produzir apenas um caça, escolhendo o MiG-15bis. Os La-15 remanescentes em serviço foram desarmados em 1953 e seus motores reutilizados em mísseis ar-terra KS-1 Komet. Suas estruturas foram então utilizadas como alvos de vários testes de bombas nucleares.

## Variantes
Izdeliye 174
Primeiro protótipo do La-15 com um motor Rolls-Royce Derwent. Se acidentou devido a vibrações estruturais causadas por frequências ressonantes da cauda e fuselagem traseira.
Izdeliye 174D
(Dooblyor - segundo)- Segundo protótipo com modificações requeridas pelos testes em voo do 174.
Izdeliye 180
Uma versão de treinamento com dois assentos também foi desenvolvida como Aeronave 180 e seria colocado em produção como UTI La-15 ou La-15UTI, mas a medida que o interesse oficial no La-15 diminuiu, o treinador foi cancelado antes de iniciar a produção em série e apenas duas aeronaves foram construídas.

## Operadores

União Soviética
- Força Aérea Soviética[1]

## Aeronaves em exibição
Um La-15 está em exibição no Museu Central da Força Aérea em Monino, próximo a Moscou, Rússia.